# Velenje Challenger 1995
Il Velenje Challenger 1995 è stato un torneo di tennis facente parte della categoria ATP Challenger Series nell'ambito dell'ATP Challenger Series 1995. Il torneo si è giocato a Velenje in Slovenia dal 27 novembre al 3 dicembre 1995 su campi in sintetico indoor.

## Vincitori

### Singolare
Alex Rădulescu ha battuto in finale  Oleg Ogorodov con il punteggio di 7–6, 6–7, 6–3

### Doppio
Mark Petchey /  Andrew Richardson hanno battuto in finale  Patrick Baur /  Joost Winnink con il punteggio di 6–7, 6–4, 6–4